# USC Münster
Pour les articles homonymes, voir Munster.
L'USC Münster est un club allemand de volley-ball féminin, fondé en 1961 et basé à Münster qui évolue pour la saison 2020-2021 en 1.Bundesliga.

## Historique
- Le club est fondé sous le nom de Universitäts-Sportclub Münster[3].
- Le club est renommé pour la saison 1981-1982 en Unabhängiger Sportclub Münster[3].

## Palmarès
- Championnat d'Allemagne de l'Ouest[4]
  - Vainqueur : 1974, 1977, 1980, 1981.
  - Finaliste : 1979, 1982, 1984, 1991.
- Championnat d'Allemagne[4]
  - Vainqueur : 1992, 1996, 1997, 2004[5] 2005[6]
  - Finaliste : 1993, 1995, 1998, 2000, 2001, 2003.
- Coupe d'Allemagne de l'Ouest[4]
  - Vainqueur : 1973, 1974, 1975, 1976, 1979, 1991
- Coupe d'Allemagne[4]
  - Vainqueur : 1996, 1997, 2000, 2004[7] 2005[8]
  - Finaliste : 2003, 2006.
- Coupe des Coupes[4]
  - Vainqueur : 1992
  - Finaliste : 1980, 1995.
- Coupe de la CEV[4]
  - Vainqueur : 1982, 1994, 1996
  - Finaliste : 1987.